# Championnat du Danemark féminin de football 2024-2025
Navigation
Édition précédente Édition suivante
L'Elitedivisionen 2024-2025 est la cinquante-troisième saison du championnat du Danemark féminin de football. Le FC Nordsjælland, vainqueur la saison précédente, remet son titre en jeu.

## Compétition

### Déroulement
La compétition se dispute en deux temps.
1. La première partie du championnat est une poule avec les huit participants. Au terme des quatorze matchs les deux équipes placées aux deux dernières places jouent dans une poule avec quatre équipes de deuxième division pour tenter de se maintenir.
2. La deuxième partie du championnat regroupe les six premières équipes de la première phase. Elles disputent chacune dix matchs supplémentaires. Les deux dernières équipes de la première phase, elles, rejoignent les quatre meilleures équipes de deuxième division dans une poule de qualification.

### Classement

#### Première partie de saison
| Rang | Équipe              | Pts | J  | G  | N | P  | Bp | Bc | Diff |
| ---- | ------------------- | --- | -- | -- | - | -- | -- | -- | ---- |
| 1    | Fortuna Hjørring C  | 36  | 14 | 11 | 3 | 0  | 36 | 10 | +26  |
| 2    | FC Nordsjælland T   | 30  | 14 | 10 | 0 | 4  | 26 | 13 | +13  |
| 3    | Brøndby IF          | 27  | 14 | 8  | 3 | 3  | 24 | 11 | +13  |
| 4    | Odense Boldklub Q P | 18  | 14 | 4  | 6 | 4  | 19 | 17 | +2   |
| 5    | HB Køge             | 17  | 14 | 5  | 2 | 7  | 22 | 13 | +9   |
| 6    | AGF Aarhus          | 16  | 14 | 5  | 1 | 8  | 11 | 22 | -11  |
| 7    | B.93 P              | 8   | 14 | 2  | 2 | 10 | 10 | 36 | -26  |
| 8    | KoldingQ            | 6   | 14 | 1  | 3 | 10 | 11 | 37 | -26  |

#### Deuxième partie de saison
La phase de championnat débute le 15 mars 2025 pour se terminer le 14 juin 2025.
| Rang | Équipe              | Pts | J  | G  | N | P  | Bp | Bc | Diff |
| ---- | ------------------- | --- | -- | -- | - | -- | -- | -- | ---- |
| 1    | Fortuna Hjørring C  | 52  | 24 | 15 | 7 | 2  | 52 | 17 | +35  |
| 2    | FC Nordsjælland T   | 39  | 24 | 12 | 3 | 9  | 34 | 26 | +8   |
| 3    | HB Køge             | 38  | 24 | 11 | 5 | 8  | 37 | 20 | +17  |
| 4    | Brøndby IF          | 38  | 24 | 10 | 8 | 6  | 32 | 21 | +11  |
| 5    | Odense Boldklub Q P | 30  | 24 | 7  | 9 | 8  | 30 | 33 | -3   |
| 6    | AGF Aarhus          | 27  | 24 | 8  | 3 | 13 | 22 | 38 | -16  |

- Le Fortuna Hjørring remporte son douzième titre de champion[1] et réussi également le doublé en remportant la Coupe du Danemark féminine[2].

#### Poule de qualification
Les deux derniers de la première phase sont rejoint par les quatre meilleures équipe de deuxième division, les deux premiers sont qualifiés pour le championnat 2025-2026.
| Rang | Équipe           | Pts | J  | G | N | P | Bp | Bc | Diff |
| ---- | ---------------- | --- | -- | - | - | - | -- | -- | ---- |
| 1    | FC Midtjylland   | 23  | 10 | 7 | 2 | 1 | 18 | 7  | +11  |
| 2    | KoldingQ         | 22  | 10 | 7 | 1 | 2 | 36 | 12 | +24  |
| 3    | ASA Fodbold      | 19  | 10 | 5 | 4 | 1 | 18 | 12 | +6   |
| 4    | Osterbro IF      | 8   | 10 | 2 | 2 | 6 | 9  | 21 | -12  |
| 5    | B.93             | 6   | 10 | 1 | 3 | 6 | 10 | 20 | -10  |
| 6    | FC Thy-Thisted Q | 5   | 10 | 1 | 2 | 7 | 8  | 27 | -19  |

## Bilan de la saison
| Championnat du Danemark féminin de football 2024-2025 |                              |
| Champion                                              | Fortuna Hjørring (12e titre) |
| Coupes et trophées                                    |                              |
| Vainqueur de la Coupe du Danemark 2024-2025           | Fortuna Hjørring             |
| Ligue des champions féminine de l'UEFA 2025-2026      | Fortuna Hjørring             |
| Ligue des champions féminine de l'UEFA 2025-2026      | FC Nordsjælland              |
| Coupe Europa féminine de l'UEFA 2025-2026             | HB Køge                      |
| Promotions et relégations                             |                              |
| Promus en Elitedivisionen                             | FC Midtjylland               |
| Relégués en 1. Division Women                         | B.93                         |